# Mejor Jugador Joven de la VTB United League

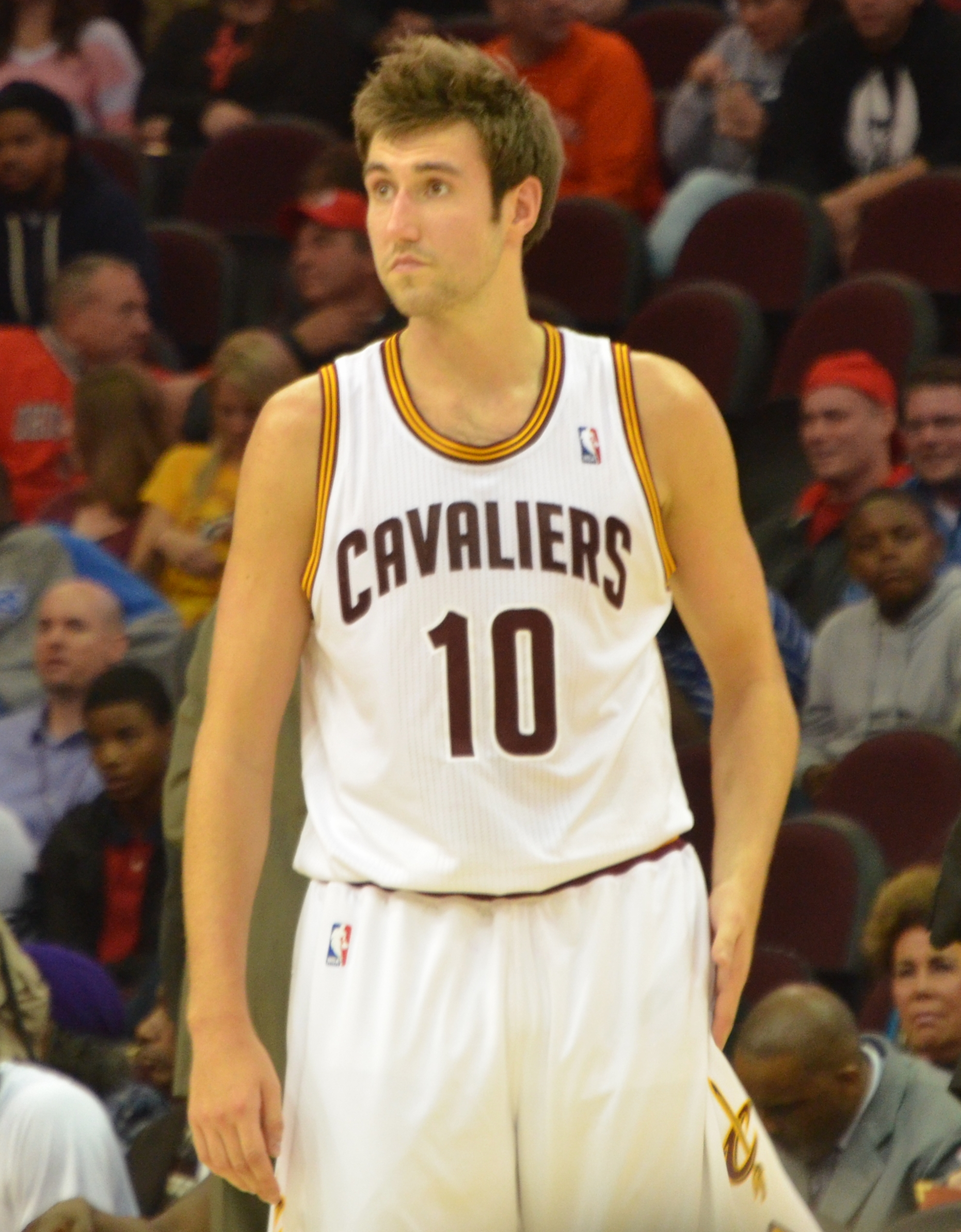
Sergey Karasev ganó la primera edición en 2013

El premio al Mejor Jugador Joven de la VTB United League (en inglés, VTB United League Young Player of the Year) es un galardón que otorga la VTB United League desde el año 2013 al mejor jugador joven de la competición. Son elegibles los jugadores menores de 23 años.

## Palmarés
| Temporada | Posición                                     | Jugador                                      | Equipo                                       | Ref(s)                                       |                                              |
| --------- | -------------------------------------------- | -------------------------------------------- | -------------------------------------------- | -------------------------------------------- | -------------------------------------------- |
| 2012–13   | Alero                                        | Sergey Karasev                               | Triumph Lyubertsy                            | [ 1 ]                                        |                                              |
| 2013–14   | Escolta                                      | Dmitry Kulagin                               | Triumph Lyubertsy                            | [ 2 ]                                        |                                              |
| 2013–14   | Alero                                        | Edgaras Ulanovas                             | Neptūnas                                     | [ 2 ]                                        |                                              |
| 2014–15   | Alero                                        | Jānis Timma                                  | VEF Rīga                                     | [ 3 ]                                        |                                              |
| 2015–16   | Pívot                                        | Artem Klimenko                               | Avtodor Saratov                              | [ 4 ]                                        |                                              |
| 2016–17   | Escolta                                      | Ivan Ukhov                                   | Parma                                        | [ 5 ]                                        |                                              |
| 2017–18   | Base                                         | Isaiah Briscoe                               | Kalev/Cramo                                  | [ 6 ]                                        |                                              |
| 2018–19   | Escolta                                      | Nikita Mikhailovsky                          | Avtodor Saratov                              | [ 7 ]                                        |                                              |
| 2019–20   | No se concedió debido a la pandemia COVID-19 | No se concedió debido a la pandemia COVID-19 | No se concedió debido a la pandemia COVID-19 | No se concedió debido a la pandemia COVID-19 | No se concedió debido a la pandemia COVID-19 |
| 2020–21   | Escolta                                      | Nikita Mikhailovsky (2)                      | Avtodor Saratov                              | [ 8 ]                                        |                                              |
| 2021–22   | Ala-Pívot                                    | Andrey Martyuk                               | Lokomotiv Kuban                              | [ 9 ]                                        |                                              |
| 2022–23   | Ala-Pívot                                    | Andrey Martyuk (2)                           | Lokomotiv Kuban                              |                                              |                                              |
| 2023–24   | Pívot                                        | Kirill Elatontsev                            | Lokomotiv Kuban                              | [ 10 ]                                       |                                              |
| 2024–25   | Pívot                                        | Kirill Elatontsev                            | Lokomotiv Kuban                              | [ 11 ]                                       |                                              |

1. ↑  Se menciona la principal posición que ocupa el jugador.